# مات غارزا
مات غارزا (بالإنجليزية: Matt Garza)‏ هو لاعب كرة قاعدة أمريكي، ولد في 26 نوفمبر 1983 في سيلما في الولايات المتحدة.

## وصلات خارجية
- مات غارزا على موقع دوري كرة القاعدة الرئيسي (الإنجليزية)
- مات غارزا على موقعبيزبول رفرنس.كوم (الدوري الرئيسي) (الإنجليزية)
- مات غارزا على موقعبيزبول رفرنس.كوم (الدوري الثانوي) (الإنجليزية)
- مات غارزا على موقع إي إس بي إن.كوم (أم.أل.بي) (الإنجليزية)
- مات غارزا على موقع مشجعي الرسوم البيانية (الإنجليزية)